# Robert Florentino
Robert Florentino (ur. 14 czerwca 1997) – dominikański judoka, olimpijczyk z Tokio (2020) i Paryża (2024).
Uczestnik mistrzostw świata w 2015, 2017, 2018, 2019, 2023 i 2024. Startował w Pucharze Świata w latach 2015–2019 i 2021–2023. Brązowy medalista igrzysk panamerykańskich w 2023 i piąty w 2019. Srebrny medalista igrzysk Ameryki Środkowej i Karaibów w 2018. Zdobył osiem medali na mistrzostwach panamerykańskich w latach 2016–2025. Wojskowy mistrz świata w 2023 roku.

## Letnie Igrzyska Olimpijskie 2020
| Konkurencja | Eliminacje              | Klas. końcowa |
| Konkurencja | Przeciwnik I            | Miejsce       |
| ----------- | ----------------------- | ------------- |
| 90 kg       | Quedjau Nhabali (UKR) P | 17.           |